# Platykapelus ornatus
Platykapelus ornatus är en mångfotingart som beskrevs av Carl Graf Attems 1938. Platykapelus ornatus ingår i släktet Platykapelus och familjen fingerdubbelfotingar. Inga underarter finns listade i Catalogue of Life.